# LaPrade Valley
Das LaPrade Valley ist ein 5 km langes Tal mit steilen Felswänden und eisbedecktem Talboden in der antarktischen Ross Dependency. In den Cumulus Hills des Königin-Maud-Gebirges liegt es nördlich des McGregor-Gletschers und unmittelbar westlich des Rougier Hill.
Teilnehmer der Expedition der Texas Tech University zum Shackleton-Gletscher (1964–1965) benannten das Tal nach Kerby E. LaPrade, damaliger Student der Universität und Expeditionsmitglied.